# 华北八宝
华北八宝（学名：Hylotelephium tatarinowii）又称华北景天，为景天科八宝属的植物，为中国的特有植物。分布在中国大陆的山西、内蒙古、河北等地，生长于海拔1,000米至3,000米的地区，常生于山坡石缝中，目前尚未由人工引种栽培。